# Idioma hebreo medieval
El hebreo medieval tiene muchas características que lo distinguen de las más viejas formas del hebreo. Estos afectan a la gramática, la sintaxis, la estructura de la oración, y también incluyen una variedad amplia de nuevos artículos léxicos, que se basan generalmente en viejas formas. En la edad de oro de la cultura judía en España, un trabajo importante fue el realizado por los gramáticos en explicar la gramática y el vocabulario del hebreo bíblico; mucho de esto fue basado en el trabajo de los gramáticos del árabe clásico. Los gramáticos hebreos más importantes fueron Judás ben el ibn Janah de David Hayyuj y Jonás ibn Janah.
En cuanto a la poesía, esta fue escrita por poetas como Dunash ben Labrat, Salomón Ibn Gabirol, Judás ha-Levi y los dos Ibn Ezras (Moses ibn Ezra y Abraham ben Meir ibn Ezra), en un hebreo “purificado” basado en el trabajo de estos gramáticos, y en metros cuantitativos árabes (véase el piyyut). 
Este hebreo literario fue utilizado más adelante por los poetas judíos italianos. 
La necesidad de expresar conceptos científicos y filosóficos del árabe, griego y medieval clásico, motivó al hebreo medieval a recurrir a préstamos lingüísticos, y acuñar términos equivalentes de las raíces hebreas existentes, dando lugar a un estilo distinto del hebreo filosófico. Muchos tienen paralelos directos en árabe medieval.
La familia de Ibn Tibbon, y especialmente Samuel ben a Judah, fueron responsables de la creación de muchas de estas formas del hebreo, que emplearon en sus traducciones de materiales científicos del árabe. En aquel momento, los trabajos filosóficos judíos originales eran escritos generalmente en árabe, pero con el paso del tiempo, esta forma de hebreo fue utilizada para muchas composiciones originales. Otra influencia importante era Maimónides, que desarrolló un estilo simple basado en el hebreo mishnaico para el uso en su código de la ley, el Mishneh Torá. 
La literatura rabínica subsecuente, se escribió en una mezcla entre este estilo y el hebreo rabínico arameizado del Talmud. El hebreo también fue utilizado como lengua de la comunicación entre judíos de diversos países, particularmente con el fin de un comercio internacional.